# Mehdi Benhamouda
Mehdi Benhamouda (Carcassonne, 2 januari 1995) is een Frans wielrenner die als beroepsrenner reed voor Team Novo Nordisk. Net als de rest van die ploeg lijdt hij aan diabetes mellitus.

## Carrière
Toen Benhamouda dertien jaar was werd hij gediagnosticeerd met suikerziekte. In 2016 tekende hij een profcontract bij Team Novo Nordisk, nadat hij eerder voor de opleidingsploeg reed. Naast Brian Kamstra was hij dat jaar de andere nieuwkomer in de ploeg van Vasili Davidenko. Zijn debuut voor de ploeg maakte hij in mei: in de Winston-Salem Cycling Classic wist hij de eindstreep niet te halen.
In 2017 werd Benhamouda veertiende in de eerste etappe van de Ronde van Azerbeidzjan. Omdat hij daarmee de beste jongere was mocht hij de volgende dag starten in de leiderstrui van het jongerenklassement. Omdat hij de tweede etappe niet uitreed nam Felix Intra de jongerentrui over.

## Resultaten in voornaamste wedstrijden
|      | \| Jaar \| Parijs-Tours \| \| ---- \| ------------ \| \| 2020 \| opgave \| |
| Jaar | Parijs-Tours                                                               |
| 2020 | opgave                                                                     |

## Ploegen
- 2016 –  Team Novo Nordisk
- 2017 –  Team Novo Nordisk
- 2018 –  Team Novo Nordisk
- 2019 –  Team Novo Nordisk
- 2020 –  Team Novo Nordisk
- 2021 –  Team Novo Nordisk
- 2022 –  Team Novo Nordisk

Ambrose · Benhamouda · Cherhal · Clancy · Cremers · De Mesmaeker · Dilley · Glasspool · Henttala · Kamstra · de Keijzer · Lefrançois · Lozano · Mejías · Peron · Planet · Verschoor · Williams · van IJzendoorn (stagiair) · Valognes (stagiair)
Benhamouda · Calabria · Cherhal · Clancy · Gioux · Henttala · van IJzendoorn · Kamstra · de Keijzer · Lozano · McClure · Mejías · Peron · Planet · Poli · Valognes · Verschoor · Williams · Brand (stagiair)
Benhamouda · Brand · Calabria · Clancy · Gioux · Henttala · van IJzendoorn · Kamstra · Lozano · McClure · Mini · Peron · Planet · Poli · Valognes · Williams
Beadle · Benhamouda · Brand · Ceurens · Clancy · Dauge · de Keijzer · Dunnewind · Henttala · Irvine · Kopecký · Kusztor · Lozano · Peron · Phippen · Planet · Poli · Ridolfo